# Innerste
Innerste je vodotok u Donjoj Saskoj, Njemačka, desna pritoka Leine, duga 95 km. Rijeka izvira u blizini grada Clausthal-Zellerfeld, u planinama Harz. Gradovi kroz koje protječe su Lautenthal, Langelsheim, južni dijelovi Salzgitter i Hildesheim. Ulijeva se u rijeku Leine u gradu Sarstedt, južno od Hannovera.